# Mammillaria scrippsiana
Mammillaria scrippsiana là một loài thực vật có hoa trong họ Cactaceae. Loài này được (Britton & Rose) Orcutt mô tả khoa học đầu tiên năm 1926.